# Восход (Старошайговський район)
Восхо́д (рос. Восход, ерз. Восход) — селище у складі Старошайговського району Мордовії, Росія. Входить до складу Старотерізморзького сільського поселення.
Населення — 291 особа (2010; 334 у 2002).
Національний склад (станом на 2002 рік):
- росіяни — 87 %